# New Hampshire (galinha)

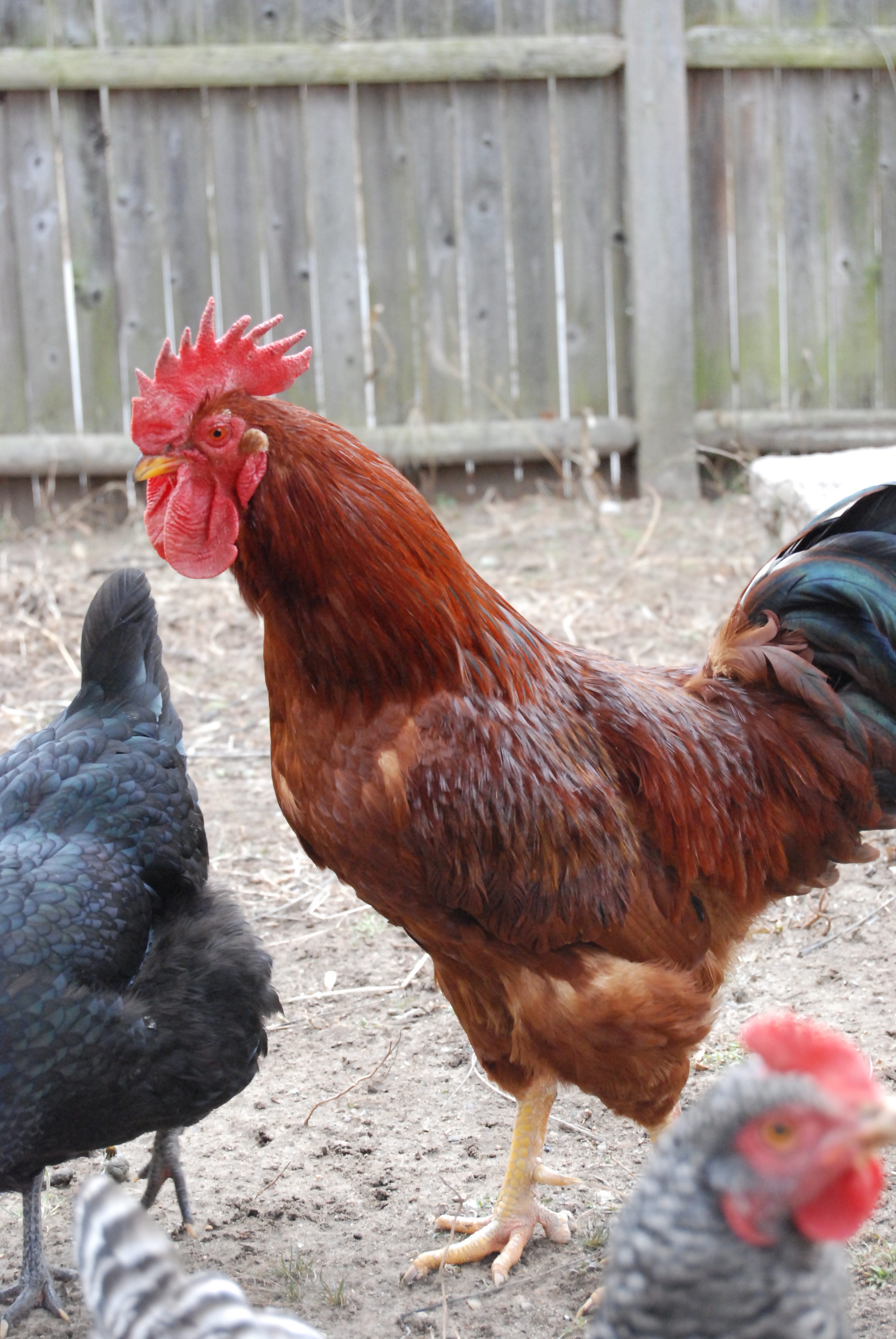
Galo New Hampshire.

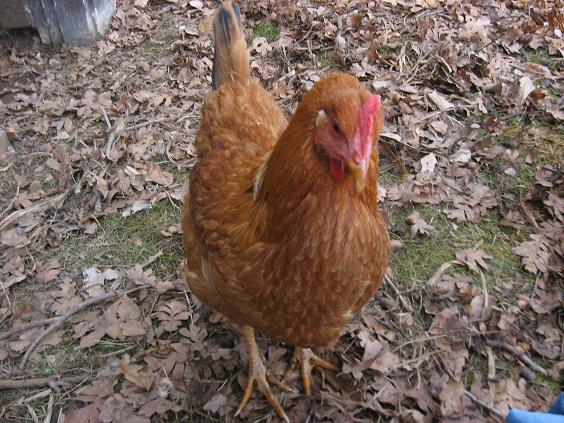
Galinha New Hampshire Red

A New Hampshire é uma raça de galinha originária do estado de New Hampshire, nos Estados Unidos. Os criadores de aves de capoeira, iniciam com a Rhode Island Red e realizam cruzamentos seletivos de gerações em gerações, intensificando as características de maturidade precoce, rápida difusão da plumagem e a produção de ovos grandes castanho. Uma raça meio pesada, de pele amarela, e ovos de casca marrom; apresenta a cor vermelho claro e crista serra. Excelente produtora de carne e ovos, a New Hampshire se espalhou pela Europa e é a base de muitas linhagens industriais de galinhas poedeiras em plumagem vermelha.

## Ligações Externas
- Catálogo Rural